# Els Marges
Els Marges és una revista de llengua i literatura catalana de periodicitat quadrimestral fundada el maig de 1974 per Joaquim Molas i Batllori. L'equip de redacció original era format per Josep Maria Benet i Jornet, Jordi Castellanos i Vila, Josep Murgades Barceló i Enric Sullà i Àlvarez, als quals s'afegiren posteriorment Manuel Jorba, Josep Maria Nadal, Joan A. Argenter, Josep Maria Balaguer.
Ha publicat treballs d'investigació, de crítica i de creació literàries, documents d'interès lingüístic i literari, textos de creació literària actual inèdits, ressenyes crítiques sobre publicacions recents i editorials de caràcter polèmic, com el manifest Una nació sense estat, un poble sense llengua (1979) (conegut com a manifest d'Els Marges) i un article crític sobre el Diccionari de la llengua Catalana de l'Institut d'Estudis Catalans de 1998.
Jordi Castellanos en fou codirector amb Josep Murgades i Barceló des del 1990 fins al 2014. Fins a 2003 ha estat publicada per Curial Edicions Catalanes, i des d'aleshores és publicada per l'editora de L'Avenç. Els directors actuals són Jordi Marrugat, Josep Murgades i Víctor Martínez-Gil, Mar Massanell ocupa el càrrec de redactora en cap i com a redactors hi ha Enric Blanco Piñol, Antoni Isarch, Maria Moreno i Domènech i Pep Sanz i Datzira.
El 2024, coincidint amb els cinquanta anys de la revista, s'han publicat quatre llibres que antologuen els textos d'Els Marges: 
- Llegir el present. Cinquanta anys de crítica literària. Barcelona: Publicacions de l'Abadia de Montserrat.
- Literatura catalana. De la postguerra a la postmodernitat. Catarroja: Afers.
- A la ratlla del desig. Cinquanta anys de crítica cultural. Lleida: Pagès.
- Literatura catalana. Del modernisme als anys trenta. Palma: Lleonard Muntaner.